# Mezigalaktický prach
Mezigalaktický prach je kosmický prach, tedy mikroskopická zrnka pevného materiálu, nacházející se mezi galaxiemi v mezigalaktickém prostoru. Důkazy pro existenci mezigalaktického prachu byly předloženy již v roce 1949, a počet důkazů v průběhu 20. století stále narůstal. Existují velké rozdíly v rozložení mezigalaktického prachu. Prach může mít vliv na mezigalaktické měření vzdálenosti, uskutečněné měřením supernov a kvasarů v jiných galaxiích.
Mezigalaktický prach může být součástí mezigalaktických oblaků prachu, jejichž existence kolem některých jiných galaxií byla prokázána v 60. letech 20. století. V 80. letech byly objeveny nejméně čtyři mezigalaktické oblaky prachu ve vzdálenosti několika megaparseků od galaxie Mléčné dráhy; příkladem je Okroyův oblak.
V únoru 2014 NASA oznámila, že výrazně rozšířila databázi pro sledování polycyklických aromatických uhlovodíků (PAU) ve vesmíru. Podle vědců může být více než 20 % uhlíku ve vesmíru spojeno s PAU, které mohou být výchozí materiály pro tvorbu života. Zdá se, že PAU byly vytvořeny již dvě miliardy let po velkém třesku, jsou rozšířeny po celém vesmíru, a jsou spojeny s novými hvězdami a exoplanetami.